# Korallvaxing
Korallvaxing (Hygrocybe constrictospora) är en svampart som beskrevs av Arnolds 1985. Korallvaxing ingår i släktet Hygrocybe och familjen Hygrophoraceae.  Arten är reproducerande i Sverige. Inga underarter finns listade i Catalogue of Life.